# André Hamon
André Hamon est un ecclésiastique breton du  XVIe siècle qui fut abbé commendataire de Saint-Gildas de Rhuys (1513-1526) et de l'abbaye Saint-Gildas-des-Bois (1515-1526) et évêque élu de Vannes de 1514 à 1518.

## Biographie
André Hamon est le fils de Guillaume Hamon, seigneur du Bouvet et de La Gillière, capitaine du Loroux-Bottereau, et de Guillemette Guibé, le neveu de Robert Guibé et le frère de François Hamon l'évêque de Nantes. 
Il est membre du chapitre de chanoines de Rennes et abbé commendataire de l'abbaye Saint-Gildas de Rhuys à la suite de son oncle et de l'abbaye Saint-Gildas-des-Bois à la mort de Guillaume Briçonnet. 
À la demande du roi François Ier et de la reine Claude de France, il est élu évêque de Vannes par le chapitre de chanoines. Bien que cette élection soit confirmée par le pape, le cardinal Lorenzo Pucci qui lui cède le siège épiscopal le 11 décembre 1514 se réserve expressément le titre d'« évêque de Vannes » et la nomination des vicaires généraux par le biais desquels il continue à administrer le diocèse jusqu'à sa mort le 26 décembre 1531. De ce fait André Hamon ne conserve que le titre d'« évêque élu de Vannes » qu'il cède contre une pension le 8 décembre 1518 à Geoffroi Le Borgne évêque titulaire de Tibériade. En 1526 il nomme dans son abbaye un prieur claustral, Jean Sorel qui l'administre pour le compte de son successeur l'abbé commendataire Jean de la Motte. André Hamon meurt après le 12 avril 1527.